# Cave (puzzel)

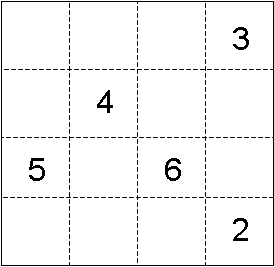
Opgave

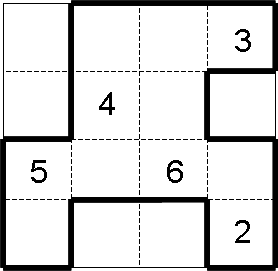
Oplossing

Cave (ook wel Bag of Corral genoemd) is een logische puzzel. De puzzel werd uitgegeven door uitgeverij Nikoli.

## Spelregels
Cave wordt gespeeld op een rechthoekig diagram, meestal met stippellijnen, met nummers in sommige vakjes.
Het doel is om een enkele, doorlopende lus te tekenen langs de lijnen van het diagram, die alle getallen van het diagram bevat. Bovendien geeft elk getal de som van alle vakjes weer die zichtbaar zijn in een orthogonale richting voordat de lijn van de lus wordt bereikt. Een '2-vakje' heeft bijvoorbeeld één vakje ernaast, gevolgd door een wand van de lus. Met andere woorden, als de lus als een muur wordt beschouwd, geeft elk getal het aantal vakjes aan dat vanuit het vakje kan worden gezien met het nummer als er orthogonaal wordt gekeken, inclusief het vakje zelf.

## Oplossingsmethoden
De gemakkelijkste startplaats is om een 'maximaal vakje' te vinden; dat wil zeggen, een genummerd vakje waaraan niet wordt voldaan als de wanden niet op de maximaal mogelijke afstand staan. Bijvoorbeeld, in een 10x10-diagram dat nog niet is opgelost, is een 19-vakje een maximale cel, want als de vier muren niet aan de randen van het diagram staan, zou het aantal zichtbare vakjes niet voldoende zijn. Na enige vooruitgang te hebben geboekt, verschijnen er 'minimale vakjes', waar als de muren niet op de minimaal mogelijke afstand staan, niet aan het aantal wordt voldaan.
Veel van de oplossingsmethoden voor Cave lijken erg op die voor Kuromasu, omdat de regels ook erg op elkaar lijken. Het meest opvallende verschil is het gebruik van de lus als onderdeel van de oplossing, in tegenstelling tot de gearceerde vakjes.